# Microcosmos (album)
Microcosmos è il settimo album in studio del gruppo musicale ucraino Drudkh, pubblicato il 22 giugno 2009.

## Tracce
Tra parentesi è riportato il titolo in lingua inglese.
1. Минулі дні (Days that Passed) – 1:06
2. Далекий крик журавлів (Distant Cries of Cranes) – 9:37
3. Декаданс (Decadence) – 10:32
4. Ars Poetica – 9:47
5. Все, що не сказано раніше (Everything Unsaid Before) – 9:34
6. Вдовина скорбота (Widow's Grief) – 1:07

## Formazione
- Roman Saenko - chitarra
- Thurios - voce, tastiere
- Vlad - tastiere, batteria
- Krechet - basso